# Universidad de Lyon
La Universidad de Lyon (Université de Lyon), localizada en Lyon y Saint-Étienne, Francia, es el segundo centro de estudios e investigación del país, comprendiendo 11 instituciones miembros y 24 instituciones asociadas.
En la ciudad de Lyon, las tres universidades principales de este centro son: la Universidad Claude Bernard-Lyon I, enfocada al estudio de las ciencias y la medicina, con aproximadamente 27.000 estudiantes; la Universidad Lumière-Lyon II,  enfocada en el estudio de las ciencias sociales, con 30.000 alumnos aproximadamente; y la Universidad Jean Moulin-Lyon III, enfocada en el estudio de las humanidades y las leyes, con cerca de 20.000 estudiantes. Por el lado de Saint-Étienne, la Universidad Jean Monnet de Saint-Étienne, multidisciplinaria, alberga unos 20.000 estudiantes.
La Universidad de Lyon (UdL) es una comunidad de universidades y establecimientos (Comue) que tiene como objetivo promover la calidad de la formación y la investigación que se realiza en ellos.

## Miembros
- Universidad Claude Bernard-Lyon I
- Universidad Lumière-Lyon II
- Universidad Jean Moulin-Lyon III
- Universidad Jean Monnet Saint-Étienne
- École Normale Supérieure de Lyon
- École Centrale de Lyon
- Institut national des sciences appliquées de Lyon (INSA Lyon)
- Sciences Po Lyon
- VetAgro Sup
- École Nationale des Travaux Publics de l'État (ENTPE)
- Centre National de la Recherche Scientifique

## Asociados
- Université catholique de Lyon
- Conservatoire national supérieur de musique et de danse de Lyon (CNSMD de Lyon)
- École nationale supérieure d'architecture de Lyon (ENSAL)
- École nationale supérieure d'architecture de Saint-Étienne (ENSASE)
- École nationale supérieure des arts et techniques du théâtre (ENSATT)
- École nationale supérieure des mines de Saint-Étienne (Mines de Saint-Étienne)
- École nationale supérieure des sciences de l'information et des bibliothèques (ENSSIB)
- EM Lyon Business School (EM Lyon)
- Institut polytechnique de Lyon